# Lepidostoma kaswabilenga
Lepidostoma kaswabilenga is een schietmot uit de familie Lepidostomatidae. De soort komt voor in het Afrotropisch gebied.